# Ahajska Kneževina
Ahajska Kneževina ili Kneževina Ahaja, poznata i kao Morejska kneževina (fr. Principauté d'Achaïe, grč. Πριγκιπάτο της Αχαΐας), križarska država osnovana na Peleponezu po završetku Četvrtog križarskog rata za vrijeme kojeg je 1204. godine osvojen Carigrad i srušeno Bizantsko Carstvo.

## Povijest
Poslije pada Carigrada 1204. godine stvorena je nekolicina križarskih država od kojih je glavna bila Latinsko Carstvo sa središtem u Carigradu. Pripadnik križarske vojske, vitez Vilim I. od Champlittea dobio je 1205. godine u vlast novoutemeljenu Ahajsku kneževinu koja se formirala na prostoru Peloponeza. Država je bila u vazalnom odnosu prema Solunskom Kraljevstvu Bonifacija Montferratskog, koji je također bio vazal latinskog cara Balduina.
Vilim I. je umro već 1209. godine, a naslijedio ga je sudrug Đefri I. od Villehardouina. Kneževina je doživjela svoj vrhunac za vladavine kneza Vilima II. od Villehardouina (1246.-1278.) koji je izgradio niz utvrđenja, uključujući Mistras, Maine i Monemvasiju. Godine 1259. porazio ga je i zarobio nicejski i bizantski car Mihael VIII. Paleolog u bitci kod Pelagonije, koji je tim uspjehom ponovno uspostavio bizantska uporišta na Peloponezu.
Godine 1267. Ahajska kneževina postala je vazal Kraljevine Sicilije, a nakon smrti kneza Vilima II. 1278. godine, budući knezovi su rijetko, ako ikada posjećivali svoju kneževinu te su njome uglavnom nominalno upravljali.

## Popis ahajskih knezova
- Vilim I. od Champlittea (1205.-1209.)
- Đefri I. od Villehardouina (1209.-1226./31.)
- Đefri II. od Villehardouina (1226./31.-1246.)
- Vilim II. od Villehardouina (1246.-1278.)
- Karlo I. Anžuvinac (1278.-1285.)
- Karlo II. Anžuvinac (1285.-1289.)
- Izabela od Villehardouina (1289.-1301.)
- Filip I. Savojski (1301.-1307.)
- Filip II. Tarantski (1307.-1313.)
- Luj Burgundski (1313.-1316.)
- Mahaut od Hainauta (1316.-1321.)
- Ivan od Gravina (1322.-1333.)
- Robert Tarantski (1333.-1364.)
- Filip III. Tarantski (1364.-1373.)
- Ivana I. Napuljska (1373.-1381.)
- Jakov od Bauxa (1381.-1383.)

interregnum (1383.-1396.)
- Petar de San Superano (1396.-1402.)
- Marija II. Zaccaria (1402.-1404.)
- Centurion II. Zaccaria (1404.-1430.)